# Dida cidaria
Dida cidaria är en fjärilsart som beskrevs av Druce 1891. Dida cidaria ingår i släktet Dida och familjen nattflyn. Inga underarter finns listade i Catalogue of Life.